# Rabten Choeling

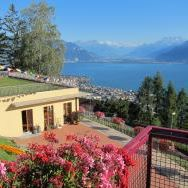
Rabten Choeling – Zentrum für höhere tibetische Studien

Rabten Choeling ist ein tibetisch-buddhistisches klösterliches Institut auf dem Mont Pèlerin oberhalb von Vevey am Genfersee in der Schweiz. 

## Geschichte
Das Zentrum für höhere tibetische Studien in der Gemeinde Chardonne im Kanton Waadt wurde 1977 von Rinpoche Geshe Rabten (1920–1986) gegründet. Er hat später noch weitere buddhistische Klöster und Zentren gegründet, das Tibetische Zentrum in Hamburg, Puntsog Rabten in München, Gephel Ling in Mailand und 1981 Tashi Rabten auf dem Letzehof. Seit dessen Tod wird es von Gonsar Rinpoche geleitet. Der amtierende Dalai Lama hat es in den Jahren 1979 bis 1988 vier Mal besucht.